# 81 km (obwód kałuski)
81 km (ros. 81 км) – przystanek kolejowy w lasach, w rejonie iznoskim, w obwodzie kałuskim, w Rosji. Położony jest na linii Wiaźma – Kaługa, w oddaleniu od skupisk ludzkich. Najbliższą miejscowością Gorbatowo.